# Fred Friday
Imoh Fred Friday (Porto Harcourt, 20 de maio de 1995) é um futebolista profissional nigeriano que joga como atacante. Atualmente defende o AZ Alkmaar.